# Gouvernement Cajander III
République de Finlande
Kallio IV Ryti I
Le gouvernement Cajander III est le 22ème gouvernement de la République de Finlande, qui a siégé 995 jours du 12 mars 1937 au 1er décembre 1939.

## Composition
| Ministre                                                                              | Période                                 | Parti | Parti |
| ------------------------------------------------------------------------------------- | --------------------------------------- | ----- | ----- |
| Premier ministre Aimo Cajander                                                        | 12.3.1937–1.12.1939                     |       | EP    |
| Ministre des Affaires étrangères Rudolf Holsti Väinö Voionmaa Eljas Erkko             | 12.3.1937–16.11.1938                    |       | EP    |
| Ministre des Affaires étrangères Rudolf Holsti Väinö Voionmaa Eljas Erkko             | 16.11.1938–1.12.1938                    |       | SDP   |
| Ministre des Affaires étrangères Rudolf Holsti Väinö Voionmaa Eljas Erkko             | 12.12.1938–1.12.1939                    |       | EP    |
| Ministre de la Justice Arvi Ahmavaara Albin Ewald Rautavaara J.O. Söderhjelm          | 18.3.1937–11.1.1938                     |       | amm.  |
| Ministre de la Justice Arvi Ahmavaara Albin Ewald Rautavaara J.O. Söderhjelm          | 11.1.1938–13.10.1939                    |       | amm.  |
| Ministre de la Justice Arvi Ahmavaara Albin Ewald Rautavaara J.O. Söderhjelm          | 13.10.1939–1.12.1939                    |       | RKP   |
| Ministre de l'Intérieur Urho Kekkonen                                                 | 12.3.1937–1.12.1939                     |       | ML    |
| Ministre de la Défense Juho Niukkanen                                                 | 12.3.1937–1.12.1939                     |       | ML    |
| Ministre des Finances Väinö Tanner                                                    | 12.3.1937–1.12.1939                     |       | SDP   |
| Ministre de l'Éducation Uuno Hannula                                                  | 12.3.1937–1.12.1939                     |       | ML    |
| Ministre de l'Agriculture Pekka Heikkinen                                             | 12.3.1937–1.12.1939                     |       | ML    |
| Vice-ministre de l'Agriculture Juho Koivisto                                          | 12.3.1937–1.12.1939                     |       | ML    |
| Ministre des Transports et des Travaux publics Hannes Ryömä Väinö Salovaara           | 12.3.1937–2.9.1938 2.9.1938–1.12.1939   |       | SDP   |
| Vice-ministre des Transports et des Travaux publics Väinö Salovaara Pietari Salmenoja | 12.3.1937–2.9.1938 20.9.1939–1.12.1939  |       | SDP   |
| Ministère du Commerce et de l'industrie Väinö Voionmaa                                | 12.3.1937–1.12.1938                     |       | ML    |
| Ministre des Affaires sociales Jaakko Keto Karl-August Fagerholm                      | 12.3.1937–9.11.1937 9.11.1937–1.12.1939 |       | SDP   |
| vice-ministre des Affaires sociales Oskari Reinikainen                                | 2.9.1938–1.7.1939                       |       | SDP   |
| Ministre du Bien-être Rainer von Fieandt                                              | 20.9.1939–1.12.1939                     |       | amm.  |
| Ministre sans portefeuile Ernst von Born                                              | 13.10.1939–1.12.1939                    |       | RKP   |